# Myriam Hemberger
Myriam Hemberger ist eine deutsche Entwicklungsbiologin an der University of Calgary. Sie gilt als weltweit führend in der Erforschung der Entwicklung der Plazenta.

## Leben und Wirken
Hemberger erwarb an der Albert-Ludwigs-Universität Freiburg ein Diplom in Biologie und promovierte 1999 ebendort und am Max-Planck-Institut für molekulare Genetik mit der Arbeit Genetische und molekulare Ansätze zur Identifizierung von Plazentationsgenen.
Als Postdoktorandin arbeitete sie bei Jay Cross am Samuel Lunenfeld Research Institute in Toronto und an der University of Calgary. Ab 2004 hatte sie eine eigene Arbeitsgruppe am Babraham Institute bei Cambridge, England, und war gleichzeitig für das Wellcome – MRC Cambridge Stem Cell Institute der University of Cambridge tätig. 2018 wechselte sie als Professorin an die Abteilungen für medizinische Genetik und Biochemie/Molekularbiologie der medizinischen Fakultät der University of Calgary.
Myriam Hemberger befasst sich mit der Interaktion von Genetik und Epigenetik bei der Entwicklung einer funktionierenden Plazenta, insbesondere der Differenzierung von Trophoblasten und ihrer Funktion bei der Entwicklung der Blutversorgung des Embryo. So konnte sie unter anderem Zusammenhänge zwischen Störungen der Plazentaentwicklung und angeborenen Herzfehlern nachweisen.
Hemberger wurde 2018 gemeinsam mit Yacoov Barak und Henry Sucov mit dem Magee Prize ausgezeichnet, der mit einer Million US-Dollar dotiert ist. Sie erhielt außerdem als alleinige Preisträgerin den mit 150.000 US-Dollar dotierten March of Dimes and Richard B. Johnston, Jr., MD Prize in Developmental Biology 2019 zugesprochen. Hemberger hat laut Google Scholar einen h-Index von 39 (Stand Mai 2019).